# Malchos (postać biblijna)

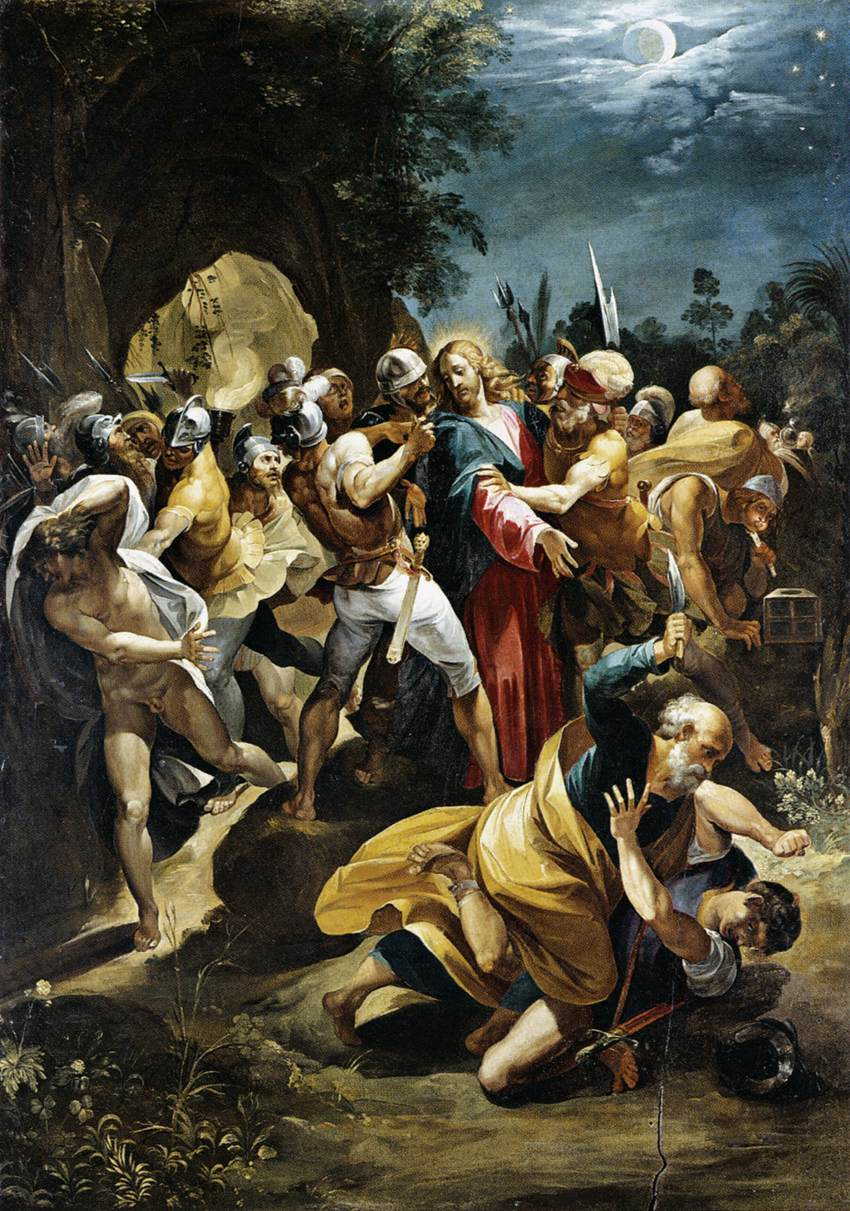
Obraz Giuseppe Cesariego przedstawiający ujęcie Jezusa Chrystusa

Malchos – sługa arcykapłana jerozolimskiego w czasach Jezusa Chrystusa, jego imię pojawia się w opisie pojmania Chrystusa w Ewangelii Jana (por. J 18,10) oraz Ewangelii Marka (por. Mk 14,47).
Ewangelista Jan podaje, iż podczas najścia żołnierzy na Ogród Oliwny w czwartek wieczorem przed świętem Paschy, gdy Judasz pocałunkiem zdradził Jezusa, Piotr Apostoł miał własnoręcznie odciąć (zobacz miecz świętego Piotra) prawe ucho jednemu z przybyłych – był nim sługa arcykapłański o imieniu Malchos (J 18,10). Ewangelia Łukasza podaje, że Jezus dotknął ucha sługi i uzdrowił go (por. Łk 22,51).